# Aufsätze
Aufsätze ist ein Dokumentarfilm in Schwarzweiß aus Deutschland vom Regisseur Peter Nestler aus dem Jahr 1963. Der Film wurde im Oktober 1963 uraufgeführt. Der Kurzfilm erzählt anhand von Schulaufsätzen über einen Tag im Leben von Schülern in einem Dorf im Berner Oberland.

## Inhalt
Der Film begleitet eine Grundschulklasse aus dem Berner Oberland auf ihrem Weg von und zur Dorfschule sowie beim Unterricht im Klassenzimmer. Das Geschehen selbst kommentieren die Schülerinnen und Schüler selbst aus dem Off durch das Verlesen von Schulaufsätzen, die thematisch ihren Alltag beschreiben: der Weg von und zur Schule, das Vorheizen des Holzofens, die Verteilung der Schulmilch, die Person der Lehrerin, die Lektüre von Nils Holgerson, die letzte Rauferei. Die Sprache der Schüler ist ein bemühtes Hochdeutsch, bei der allerdings deutlich die berndeutsche Sprachfärbung hörbar wird. Jedes Kind erzählt anders, mit eigener Intonation, Lautstärke und unterschiedlichem Pathos. Die kindliche Anstrengung, die eigene Vorstellungswelt zu formulieren und vorzutragen, ist hörbar. Die Filmaufnahmen begleiten die Vorträge über weite Strecken hinweg und stehen in eigenartigem Kontrast zum Verlesen des holprigen Textes. Peter Nestler vermeidet Kommentare eines Erzählers oder den Originalton der Filmaufnahmen. Die Kinder bleiben bei sich und ihrem Ausdruck. Sie präsentieren ihre Welt.
Nestlers erster Dokumentarfilm geht auf eine Reise mit Kurt Ulrich ins Berner Oberland zurück, der damals Lehrer in Frutigen war. „Wir saßen mit in der Klasse, erfuhren, wie ein Schultag im Winter abläuft.“ Zur ungewohnten Montagetechnik zwischen Sound und Bild in Aufsätze meint Nestler in einem Interview: „I thought that it was very effective to work like this, in it emerged a tension between the sound and the image, which you won’t get when working with direct sound.“ (dt.: „Ich dachte, es wäre sehr effektiv, so zu arbeiten, dadurch entstand eine Spannung zwischen dem Ton und dem Bild, die man nicht bekommt, wenn man mit direktem Ton arbeitet.“)

## Rezeption
Die Ausstrahlung von Aufsätze wurde zunächst von den Fernsehanstalten der Bundesrepublik Deutschland abgelehnt, weil man die berndeutsche Färbung des Hochdeutschen als schwer verständlich empfand – man empfahl eine hochdeutsche Synchronisierung, die jedoch das Konzept des Films grundsätzlich verändert hätte.
2012 ist der Film in die Empfehlungsliste des Bundesverbandes deutscher Kurzfilm zum Gebrauch für Lehrer und Medienpädagogen mit folgender Begründung aufgenommen worden: „Der schweizerdeutsche Dialekt mit seiner schwingenden Satzmelodie macht einen Sprechgesang daraus, zu dem die verwendeten hochsprachlichen und aufsatzhaften Wendungen im Widerspruch stehen.“ Mittlerweile ist der Film fixer Bestandteil von Retrospektiven, etwa jene, die anlässlich des achtzigjährigen Geburtstages von Peter Nestler weltweit gezeigt werden.
Aufsätze ist aktuell in einer DVD mit dem Gesamtwerk Peter Nestlers zugänglich, der 35-mm-Film wurde auf DCP (Digital Cinema Package) transferiert.